# IC 3491
IC 3491 ist eine Spiralgalaxie vom Hubble-Typ S im Sternbild Coma Berenices am Nordsternhimmel. Sie ist schätzungsweise 448 Millionen Lichtjahre von der Milchstraße entfernt und hat einen Durchmesser von 120.000 Lichtjahren.

Im selben Himmelsareal befinden sich unter anderem die Galaxien IC 3460, IC 3498, IC 3516.
Das Objekt wurde am 23. März 1903 von dem deutschen Astronomen Max Wolf entdeckt.